# NGC 5995
NGC 5995 is een spiraalvormig sterrenstelsel in het sterrenbeeld Weegschaal. Het hemelobject werd op 5 juni 1836 ontdekt door de Britse astronoom John Herschel.

## Synoniemen
- MCG -2-40-4
- NPM1G -13.0491
- IRAS 15456-1336
- PGC 56081